# Московский методологический кружок
Московский методологический кружок (ММК) — философско-методологическая и интеллектуально-практическая школа советского методолога и философа Георгия Петровича Щедровицкого, центр разработки системомыследеятельностной методологии и организационно-деятельностных игр.
Кружок возник в 1958 году после раскола предшествовавшего ему Московского логического кружка. При жизни Г. П. Щедровицкого на протяжении более чем тридцати лет главной формой деятельности ММК были методологические семинары под его руководством. После того, как в 1987 году семинары прекратили работу, Г. П. Щедровицкий стремился поддержать единство Кружка путём проведения методологических съездов (всего состоялось пять съездов, из них первый прошёл в январе 1989 года в Киеве).
Уже на первых методологических съездах выяснилось, что ММК трансформируется в методологическое движение — лишённое прежних единых организационных форм, но скрепляемое интеллектуальной традицией, общей школой и фигурой Г. П. Щедровицкого. После смерти Г. П. Щедровицкого в 1994 году попытки соорганизации методологического движения вылились в проведение методологических конгрессов (состоялось два конгресса — в 1994 и 1995 годах). С 1996 года ежегодно проводятся Чтения памяти Г. П. Щедровицкого.
Пётр Щедровицкий о Московском методологическом кружке:

Работа московского логического (с 1958 года — методологического) кружка началась с предположения о том, что если нам удастся описать законы мыслительной деятельности, то мы сможем на этой основе построить новые технологии мышления. Подобные технологии сделают нашу интеллектуальную работу более эффективной. Это в двух словах. 

В течение 30 лет участники методологического кружка описывали различные типы мышления и различные интеллектуальные практики: педагогику, проектирование, науку и научные исследования, управление. Они пытались разработать нормативные описания различных интеллектуальных процессов и затем на основе этих описаний построить нормативные предписания и технологические карты. Так же, как мы описываем природные процессы, а потом строим инженерные системы.— Сайт Петра Щедровицкого
В 1991—1999 годах издавался журнал «Вопросы методологии», а с 1990 года по сей день выходит методологический альманах «Кентавр».
ММК прекратил своё существование, породив широкое методологическое движение. Ученики и последователи Щедровицкого создали самостоятельные организации, продолжающие традиции интеллектуальной работы Кружка. Участники методологического движения ведут разработки в областях культурологии, теории права, теории социокультурных систем, в методологии образования и науки, методологии общественных изменений, проектируют образовательные системы, работают в финансовом и организационно-управленческом консультировании, в структурах стратегического развития органов государственной власти и местного самоуправления.

## Некоторые участники ММК
Существуют три разной полноты списка, представленные на сайтах «Методология в России», Института развития им. Г. П. Щедровицкого, Фонда «Архив Московского методологического кружка». Имеются и иные источники об участниках ММК.
- Алексеев, Никита Глебович
- Анисимов, Олег Сергеевич
- Базаров, Тахир Юсупович
- Богин, Георгий Исаевич
- Гелазония, Пётр Ильич
- Генисаретский, Олег Игоревич
- Глазычев, Вячеслав Леонидович
- Громыко, Юрий Вячеславович
- Грушин, Борис Андреевич
- Дудченко, Вячеслав Сергеевич
- Зильберман, Давид Беньяминович
- Зинченко, Александр Прокофьевич
- Копылов, Геннадий Герценович
- Кузнецова, Наталия Ивановна
- Лепский, Владимир Евгеньевич
- Лефевр, Владимир Александрович
- Литвинов, Виктор Петрович
- Мацкевич, Владимир Владимирович
- Никитин, Владимир Африканович[укр.]
- Носов, Николай Александрович
- Пископпель, Анатолий Альфредович
- Пономарёв, Яков Александрович
- Раппапорт, Александр Гербертович
- Рац, Марк Владимирович
- Розов, Михаил Александрович
- Розин, Вадим Маркович
- Сергейцев, Тимофей Николаевич
- Стёпин, Вячеслав Семёнович
- Хромченко, Матвей Соломонович
- Швырёв, Владимир Сергеевич
- Щедровицкий, Пётр Георгиевич
- Щедровицкий, Лев Петрович
- Щукин, Николай Васильевич
- Юдин, Эрик Григорьевич

## Вклад ММК
В кружке был разработан и апробирован оригинальный подход к анализу широчайшего спектра социокультурно-интеллектуальных явлений — так называемая «СМД-методология». Выдающимся достижением Г. П. Щедровицкого и его учеников является создание принципиально новой социокультурной практики — организационно-деятельностных игр, представляющих собой уникальный инструмент для анализа и развития практически любых систем мыследеятельности (организаций, интеллектуальных направлений, программ и проектов и др.).

## Периодические и серийные издания

### «Кентавр»
Альманах «Кентавр» был начат в 1990 г. коллективом во главе со С. Б. Поливановой как «самиздатское» не вполне регулярное (2—3 выпуска в год) светокопируемое издание. С 1992 г. выходил в полиграфическом исполнении тиражом 250—1000 экз. С 1995 г. альманах публиковался с указанием ISSN, а с 1997 г. перешел на сплошную нумерацию выпусков (всего их вышло 40). С 1993 г. главным редактором стал Г. Г. Копылов, остававшийся им до своей безвременной смерти в 2006 г. В 2006—07 гг. ещё два выпуска были осуществлены редакцией в составе Ю. Б. Грязновой, В. Г. Марачи и Д. В. Реута. Объём большинства выпусков составлял 64 с. увеличенного формата.
В альманахе публиковались как академические статьи и рецензии (среди авторов Н. Г. Алексеев, О. И. Генисаретский, Р. Дж. Коллингвуд, Б. Б. Родоман, Г. П. Щедровицкий и мн. др.), так и менее формальные материалы, включая программы и отчеты о методологических мероприятиях и отрывки их стенограмм, интервью с участниками Методологического движения, объявления о предстоящих событиях и публикациях, а также художественная проза (М. В. Козловой, А. Е. Левинтова и др.) и стихи.

### «Вопросы методологии»
Журнал «Вопросы методологии» начал выходить в 1991 г. пятитысячным тиражом как ежеквартальник Комитета по системомыследеятельностной методологии и организационно-деятельностным играм Правления Союза научных и инженерных обществ СССР. В дальнейшем он выпускался один (1995, 1998, 1999 гг.) или два (1992, 1994, 1996, 1997 гг.) раза в год; всего вышло 15 номеров журнала. Начиная с конца 1991 г. по 1992 г. — под грифом Комитета по системомыследеятельностной методологии и организационно-деятельностным играм Правления Союза научных и инженерных объединений (обществ) (Россия), далее — как «журнал методологического сообщества».
С момента основания до своей смерти в 1994 г. главным редактором «Вопросов методологии» был Г. П. Щедровицкий; после его кончины в редакционную коллегию журнала входили М. С. Хромченко (председатель и ответственный секретарь), Г. А. Давыдова, А. П. Зинченко, А. А. Пископпель, А. А. Пузырей, М. В. Рац, П. Г. Щедровицкий. В заключительные годы тираж издания упал до 500 экз.
В журнале, более академичном, чем альманах «Кентавр», публиковалась как классика СМД-методологии, так и актуальные статьи, посвященные современному её развитию и приложениям к различным областям практики и теоретического знания, философские и научные произведения, материалы методологических мероприятий, рецензии на выходившую литературу, полемические заметки. Среди авторов — члены ММК и Методологического движения разных поколений, но также и философы и ученые других направлений мысли, как российские, так и зарубежные (В. Вжосек, А. Зыбертович, Б. Р. Виппер, С. Л. Франк, М. Фуко).
Специальный выпуск № 3/4 за 1996 г. был посвящен публикациям из архива Г. П. Щедровицкого (в дальнейшем продолженным одноимённой серией).

### Книжные серии
В 1999 г. коллективом в составе Г. А. Давыдовой, А. А. Пископпеля, В. Р. Рокитянского и Л. П. Щедровицкого в сотрудничестве с издательством «Путь» начата книжная серия "Из архива Г. П. Щедровицкого»; по 2007 г. подготовлено 12 томов и полутомов, из которых 10 увидели свет. С 2006 г. в издательстве «Наследие ММК» выходит серия «Организационно-деятельностные игры», а с 2007 г. — «Анналы ММК» (два ненумерованных тома и восемь ненумерованных томов, соответственно, по состоянию на конец 2021 г.).

### Републикации и архивы
Избранные статьи «Кентавра» и «Вопросов методологии» опубликованы в книжном формате.
Полные архивы «Кентавра» и «Вопросов методологии» в графическом и текстовом формате со сводным содержанием всех выпусков и указателем авторов представлены в «Электронной библиотеке по методологии».

### Серия «Анналы ММК»
- Программа разработки методики проектирования. Концепция системного проектирования: отчеты Лаборатории инженерной психологии факультета психологии МГУ за 1971 г. / [отв. ред.: А. А. Пископпель, В. Р. Рокитянский, Л. П. Щедровицкий]. — М.: Наследие ММК, 2007. — 399 с. — ISBN 5-98808-009-X.
- Методологическая работа. Теория деятельности: история, итоги, ситуация, проблемы, цели: семинары 1969/70 / [отв. ред.: А. А. Пископпель, В. Р. Рокитянский, Л. П. Щедровицкий]. — М.: Наследие ММК, 2009. — 449 с. — ISBN 978-5-98808-012-1.
- Методы. Методология. Методологическое мышление: [дискуссии, 1971/72] / [отв. ред.: А. А. Пископпель, В. Р. Рокитянский, Л. П. Щедровицкий]. — М.: Наследие ММК, 2011. — 295 с. — ISBN 978-5-98808-011-4.
- Сфера деятельности. Методологическое мышление и рефлексия [Текст] / [отв. редакторы : А. А. Пископпель, В. Р. Рокитянский, Л. П. Щедровицкий]. — М.: Наследие ММК, 2012. — 306 с. — ISBN 978-5-98808-013-8.
- К 70-летию О. И. Генисаретского [Текст] : [сборник] / [отв. редакторы А. А. Пископпель, В. Р. Рокитянский, Л. П. Щедровицкий]. — М.: Наследие ММК, 2012. — 549 с. — ISBN 978-5-98808-015-2.
- Идея деятельности и деятельностный подход. История исследований проектирования в ММК. Итоги прошлого года и задачи нового. Обсуждение доклада В. Розина. Два понятия системы [Текст] / [отв. редакторы : А. А. Пископпель, В. Р. Рокитянский, Л. П. Щедровицкий]. — М.: Наследие ММК, 2012. — 302 с. — ISBN 978-5-98808-014-5.
- Проблемы построения теории мышления; Дизайнерское движение и перспективы его развития / [отв. редакторы: А. А. Пископпель, В. Р. Рокитянский, Л. П. Щедровицкий]. — М.: Наследие ММК, 2013. — 334 с. — ISBN 978-5-98808-016-9.
- Типология и типологический метод ; Знание в деятельности: семинары / [отв. ред.: А. А. Пископпель, В. Р. Рокитянский, Л. П. Щедровицкий]. — М.: Наследие ММК, 2014. — 405 с. — ISBN 978-5-98808-018-3.

### Серия «Организационно-деятельностные игры»
- ОДИ 1: организационно-деятельностные игры / сост. и отв. ред.: А. А. Пископпель, В. Р. Рокитянский, Л. П. Шедровицкий. — М.: Наследие ММК, 2006. — 720 с. — ISBN 5-98808-004-9.
- ОДИ 16. Организационно-деятельностные игры. Процессы проблематизации в оргдеятельностных играх / сост. и отв. ред.: А. А. Пископпель, В. Р. Рокитянский, Л. П. Шедровицкий. — М.: Наследие ММК, 2017. — 650 с. — ISBN 978-5-988008-026-8.